# Alvimare
Alvimare település Franciaországban, Seine-Maritime megyében. Lakosainak száma 595 fő (2022. január 1.). Alvimare Allouville-Bellefosse, Cléville, Écretteville-lès-Baons, Foucart és Trouville községekkel határos.

## Népesség
A település népességének változása:
| Lakosok száma | 615  | 626  | 629  | 615  | 625  | 622  | 618  | 607  | 595  |
|               | 2013 | 2015 | 2016 | 2017 | 2018 | 2019 | 2020 | 2021 | 2022 |